# Bois de la Paix

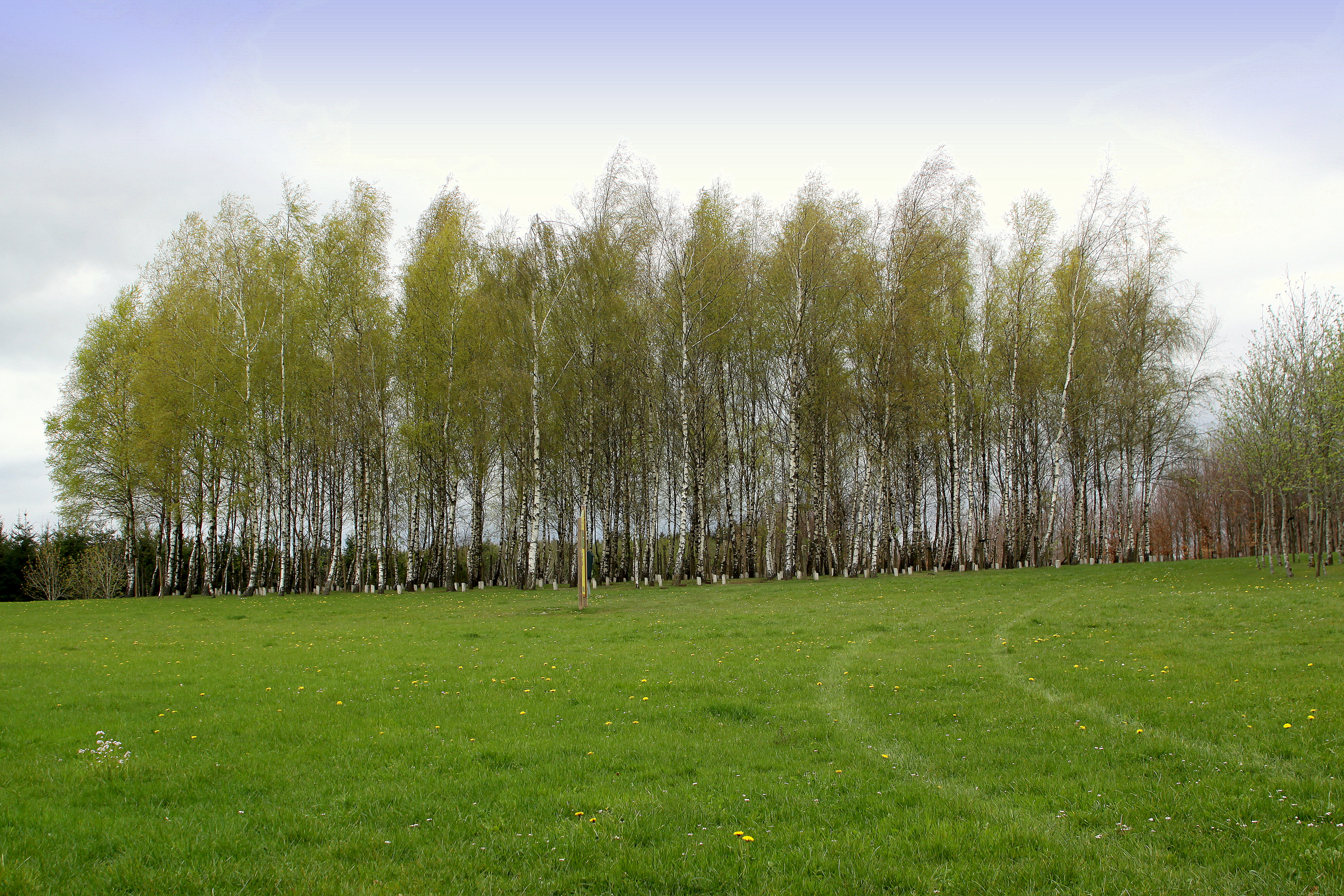
De westelijke kant van het Bois de la Paix

Het Bois de la Paix is een herdenkingsplaats voor het Ardennenoffensief ten noorden van Bizory (bij Bastenaken). Het monument bestaat uit een aangeplant bos rondom het veld Noûve creû, tussen de voormalige spoorlijn 163 en een landweg die van Bizory naar Oubourcy leidt. Ongeveer een kilometer ten westen van het Bois de la Paix ligt het Bois Jacques, waar de Easy Company zich verschanste tijdens de Tweede Wereldoorlog.

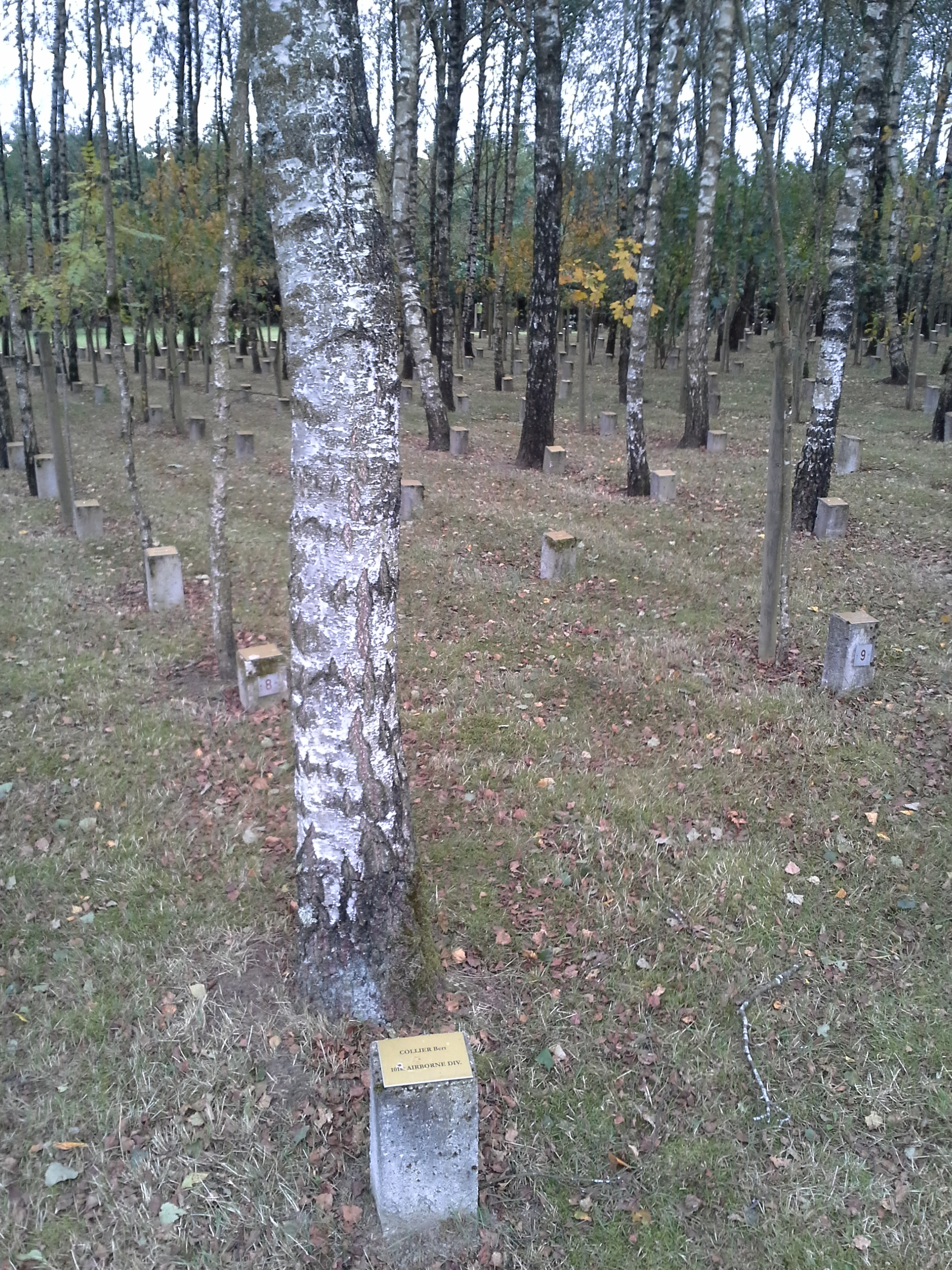
Gedenktekens voor gevallen soldaten